# Sao carbon
Sao carbon thường là một ngôi sao thuộc dãy cận khổng lồ, một ngôi sao khổng lồ đỏ sáng, có bầu khí quyển chứa nhiều carbon hơn oxy; hai nguyên tố này kết hợp với nhau ở những tầng phía trên của ngôi sao, hình thành carbon monoxide, thứ tiêu thụ tất cả oxy trong bầu khí quyển, để lại nguyên tử carbon tự do hình thành nên các hợp chất carbon khác, khiến ngôi sao có một bầu khí quyển "bồ hóng" và có vẻ ngoài màu đỏ ruby đầy nổi bật. Cũng có một số sao carbon lùn và siêu khổng lồ, trong đó những sao khổng lồ thường thấy hơn đôi lúc được gọi là sao carbon cổ điển để phân biệt.
Ở hầu hết các ngôi sao (ví dụ như Mặt Trời), bầu khí quyển thì giàu oxy hơn carbon. Các ngôi sao thông thường không thể hiện các đặc tính của sao carbon nhưng đủ nguội để tạo thành carbon monoxit thì do đó được gọi là sao giàu oxy.
Sao carbon có các đặc điểm quang phổ khá là đặc biệt, và chúng đầu tiên được nhận ra nhờ phổ của chúng bởi Angelo Secchi vào những năm 1860, một khoảng thời gian tiên phong trong lĩnh vực phổ học thiên văn.

## Cơ chế vật lý thiên văn
Sao carbon có thể được lý giải bằng nhiều hơn một cơ chế vật lý thiên văn. Các sao carbon cổ điển thì được phân biệt với các sao không cổ điển về mặt trọng lượng, trong đó sao carbon cổ điển thì khổng lồ hơn.